# 鄧德強
鄧德強（越南语：／，1859年—1925年），越南阮朝官員。

## 生平
鄧德強爲南定省春長縣行善總行善社（今屬南定省春長縣春鴻社）人。
1888年（同慶三年），鄧德強在河南場中戊子科舉人。
鄧德強先任北寧訓導，後歷任武江幫佐、仙遊知縣、慈山知府、諒江知府。
1921年2月16日，邓德强致仕。邓德强在做官时就接替了鄧春榜行善村先纸（村落会议首领）一职，直至他1925年去世。1922年，由邓德强去前一年申请成立的行善村法越初学场获批成立，邓春区（后化名长征）曾就读于该学校。

## 榮譽
- 法國榮譽軍團勳章軍官勳位（1920年）[6][7]

## 家庭
- 孙鄧德澤，教授、医学家，越南第十一届国会代表[2]